# Titularbistum Tanasia
Tanasia war ein Titularbistum.
Es geht zurück auf ein Bistum in einer antiken Stadt in der römischen Provinz Aegyptus.
| Titularbischöfe von Tanasia |                            |                                                            |                |                  |
| Nr.                         | Name                       | Amt                                                        | von            | bis              |
| 1                           | Timothy Clement Smyth OCSO | Koadjutorbischof von Dubuque (USA)                         | 9. Januar 1857 | 20. Februar 1858 |
| 2                           | Antoni Fijałkowski         | Weihbischof in Kamjanez-Podilskyj (Russisches Kaiserreich) | 25. Juni 1858  | 23. März 1860    |
| 3                           | Jordan Ballsieper OSB Subl | Apostolischer Vikar von Ostbengalen (Britisch-Indien)      | 28. März 1878  | 1. März 1890     |